# Morrisographium moreletii
Morrisographium moreletii är en svampart som beskrevs av Rulamort 1990. Morrisographium moreletii ingår i släktet Morrisographium, divisionen sporsäcksvampar och riket svampar.   Inga underarter finns listade i Catalogue of Life.